# World Games
World Games est un jeu vidéo de sport multi-épreuves développé en 1986 par Epyx.

## Système de jeu
Le jeu propose plusieurs disciplines sportives qui représentent leur pays d'origine. Il peut se jouer avec un maximum de huit joueurs qui défendent les couleurs d'une nation. Les joueurs jouent chacun leur tour à l'exception du sumo et de l'équilibre sur rondin qui opposent deux joueurs face à face. Chaque épreuve est introduite par un rappel historique accompagné d'un thème musical culturel.

### Liste des épreuves
- Haltérophilie (Russie)
- Ski alpin (France)
- Équilibre sur rondin (Canada)
- Saut de baril (Allemagne)
- Rodéo (États-Unis)
- Plongeon de haut vol (Mexique)
- Caber (Écosse)
- Sumo (Japon)